# NGC 7258
NGC 7258 est une galaxie spirale située dans la constellation du Poisson austral. Sa vitesse par rapport au fond diffus cosmologique est de 3 547 ± 23 km/s, ce qui correspond à une distance de Hubble de 52,3 ± 3,7 Mpc (∼171 millions d'al). NGC 7258 a été découverte par l'astronome britannique John Herschel en 1834.
La classe de luminosité de NGC 7258 est II et elle présente une large raie HI. Elle renferme également des régions d'hydrogène ionisé.
Sur les images du relevé Pan-STARRS, on ne voit aucune barre au centre de la galaxie. La classification de spirale barrée par le professeur Seligman est sans doute une erreur.
À ce jour, neuf mesures non basées sur le décalage vers le rouge (redshift) donnent une distance de 48,256 ± 4,998 Mpc (∼157 millions d'al), ce qui est à l'intérieur des valeurs de la distance de Hubble, ce qui est à l'intérieur des valeurs de la distance de Hubble.